# Chinook Pass
Der Chinook Pass (5.430 ft (1.655 m) hoch) ist ein Gebirgspass in der Kaskadenkette im US-Bundesstaat Washington.
Der Pass stellt den Ost-Eingang zum Mount Rainier National Park dar. Die Washington State Route 410 führt über ihn hinweg und verbindet die Städte Enumclaw und Naches. Wegen der großen Höhe wird der Chinook Pass normalerweise im November wegen sehr heftiger Schneefälle und akuter Lawinen-Gefahr geschlossen. Er wird üblicherweise Mitte Mai wieder geöffnet. Es ist nicht ungewöhnlich, dass der Schnee auf der Passhöhe 15 ft (4,6 m) hoch liegt.  
Als Teil des All-American Road-Programms wurde die State Route 410 über den Chinook Pass von der Bundesregierung der Vereinigten Staaten als „Chinook Scenic Byway“ ausgezeichnet. Sie gilt als eine der schönsten Straßen in den Vereinigten Staaten. Weil die Passhöhe über der Waldgrenze liegt, gibt es entlang der Straße viele Plätze zum Parken und zum Betrachten der Gegend. Dass Lastverkehr durch den Nationalpark nicht erlaubt ist, ist ebenfalls ein Grund, dass die Route von den Sommer-Touristen bevorzugt wird.

## Geschichte
Der Chinook Pass wurde als Kompromiss bei der Suche nach einer Querung der Kaskadenkette ausgewählt. Die Höhe sprach dafür, dass es sich niemals um einen ganzjährig nutzbaren Pass handeln würde. Die Alternative war der Naches Pass, welcher bei Ergänzung durch einen kurzen Tunnel viel niedriger (und im Winter leichter offenzuhalten) gewesen wäre. Der Naches Pass steht immer noch auf dem Plan für die Washington State Route 168, wurde aber nie ausgebaut. Die Kosten für den Tunnel waren der entscheidende Faktor, so dass der Chinook Pass für die Route ausgewählt wurde.
Die Yakima-Seite einer Straße über den Chinook Pass wurde 1914 teilweise fertiggestellt. Dann wurden die Arbeiten aber für mehrere Jahre eingestellt. Dieser Abschnitt wurde der „Normile-Anstieg“ genannt. Die Arbeiten auf der Yakima-Seite wurden 1921 unterhalb von Normile am American River wieder aufgenommen. Die Arbeiten wurden unter Einsatz von Pferden ausgeführt. Ein Traktor der Army wurde 1924 herbeigeschafft, um die Arbeit zu beschleunigen. Die Arbeiten auf der Westseite (im Pierce County) begannen später und dauerten länger. Erst 1931 gab es ein Aufeinandertreffen der beiden Seiten am Tipsoo Lake nahe der Passhöhe.

## Tourismus
Von 1940 bis 1959 war der Chinook Pass eines der Top-Skigebiete in Washington mit einer Saison von Dezember bis Juni. Es gab zahlreiche nicht ständig betriebene Schlepplifte, die sich vom Cayuse Pass bis in das Gebiet des Tipsoo Lake ausdehnten. Die Anforderung nicht permanent betriebener Lifte kam vom Mt. Rainier National Park; die Lifte konnten im Sommer nach der Schneeschmelze entfernt werden. Der Skilift-Betrieb endete, als die Regierung von Washington die Einstellung der winterlichen Offenhaltung des Passes plante und das White Pass Ski Area eröffnet wurde. Das Gebiet am Chinook Pass ist von Mai bis Juli nach wie vor ein beliebtes Ziel für Telemarker und Snowboarder.
Der Tipsoo Lake liegt nur einige hundert Meter von der Passhöhe entfernt. Hier finden sich Picknick-Plätze und ein Wanderweg um den See herum. Es handelt sich um eine der meist fotografierten Landschaften in den Vereinigten Staaten.
Der Chinook Pass ist auch ein Einstiegspunkt für den Pacific Crest Trail. Von hier aus erreicht man den Dewey Lake und den Cougar Lake (in der William O. Douglas Wilderness), das Crystal Mountain Ski Resort und die Norse Peak Wilderness.
Der Naches Peak Loop ist eine Wanderroute rund um den Naches Peak, die einen Teilabschnitt des Pacific Crest Trail enthält.